# Državna cesta D38
D38 je državna cesta u Hrvatskoj. Ukupna duljina iznosi 120,7 km.